# Anagaricophilus vinsoni
Anagaricophilus vinsoni es una especie de coleóptero de la familia Endomychidae.

## Distribución geográfica
Habita en la isla Mauricio.